# Giuseppe Campanelli
Giuseppe Campanelli (Potenza, 6 gennaio 1811 – Napoli, 8 febbraio 1884) è stato un militare italiano, tenente colonnello dell'esercito delle Due Sicilie e ispettore generale dell'arma di artiglieria.

## Biografia
Figlio del capitano di fanteria Felice Campanelli e di Maria Tosti di Valminuta, rimase orfano di padre in tenera età. Per volontà sovrana, fu quindi avviato, insieme ai suoi cinque fratelli, alla carriera delle armi, e fu ammesso nel 1823 alla Scuola militare Nunziatella di Napoli come allievo a piazza franca. Ottenuto il grado di alfiere di artiglieria nel 1832, progredì successivamente nei gradi superiori, ottenendo nel 1838 la nomina a primo tenente nel reggimento Regina.
Trasferito alle Officine di Pietrarsa, sorte nel 1843 per funzionare da polo metallurgico e meccanico al servizio dell'industria militare e ferroviaria, vi rimase per circa 12 anni, diventando uno degli artefici della crescita dell'opificio. Raggiunto il grado di capitano di prima classe nel 1847, nel 1856 fu trasferito a Capua, con l'incarico di direttore dei lavori dello stabilimento pirotecnico militare. Nel 1859 fu promosso maggiore, e gli fu affidato il comando della settima direzione di Capua.
Nel luglio 1860 fu promosso al grado di tenente colonnello, e successivamente gli fu affidato l'incarico di ispettore del materiale dell'arma di artiglieria. Partecipò alla battaglia del 1º ottobre 1860, guadagnando la Croce di Cavaliere del Reale Ordine di Francesco I per il valore dimostrato sul campo. Ritiratosi dietro la linea del fiume Garigliano, insieme con il colonnello Ferrante si pose a difesa della fortezza di Capua. Eseguita una rapida ricognizione del materiale disponibile, riuscì a mettere in batteria numerosi pezzi antiquati, e ad assicurare un minimo di difesa durante il bombardamento subito dalle truppe garibaldine il 1 e 2 novembre 1860.
Chiamato a votare nel consiglio degli ufficiali, si pronunciò contro la resa della fortezza, ma risultò in minoranza. Arresosi insieme al resto della guarnigione, rientrò a Napoli, e si ritirò a vita privata, rifiutando a più riprese l'arruolamento nel Regio Esercito.